# Rugby union na letnich igrzyskach olimpijskich
Rugby union obecne było w programie igrzysk olimpijskich czterokrotnie; po raz pierwszy w 1900 roku, ostatni raz w 1924 roku. Walczono o medale w wersji piętnastoosobowej. W 1936 roku, 3 miesiące przed Igrzyskami w Berlinie, zorganizowano turniej rugby union, w którym uczestniczyły 4 drużyny: Francja, Niemcy, Włochy i Rumunia. Pomimo bliskiego związku z igrzyskami nie uzyskał jednak oficjalnego statusu dyscypliny pokazowej.
Zgodnie z decyzją MKOl rugby union, w wersji siedmioosobowej, powróci do programu igrzysk w 2016 roku.

## Kalendarium
| Rok  | Miejscowość | Kraj            | Zawody                                              |
| ---- | ----------- | --------------- | --------------------------------------------------- |
| 1900 | Paryż       | Francja         | Rugby union na Letnich Igrzyskach Olimpijskich 1900 |
| 1908 | Londyn      | Wielka Brytania | Rugby union na Letnich Igrzyskach Olimpijskich 1908 |
| 1920 | Antwerpia   | Belgia          | Rugby union na Letnich Igrzyskach Olimpijskich 1920 |
| 1924 | Paryż       | Francja         | Rugby union na Letnich Igrzyskach Olimpijskich 1924 |

## Zawody
• = zawody oficjalne
| Konkurencja      | 96 | 00 | 04 | 08 | 12 | 20 | 24 | 28 | 32 | 36 | 48 | 52 | 56 | 60 | 64 | 68 | 72 | 76 | 80 | 84 | 88 | 92 | 96 | 00 | 04 | 08 | 12 | Razem |
| ---------------- | -- | -- | -- | -- | -- | -- | -- | -- | -- | -- | -- | -- | -- | -- | -- | -- | -- | -- | -- | -- | -- | -- | -- | -- | -- | -- | -- | ----- |
| Turniej mężczyzn |    | •  |    | •  |    | •  | •  |    |    |    |    |    |    |    |    |    |    |    |    |    |    |    |    |    |    |    |    | 4     |
|                  |    |    |    |    |    |    |    |    |    |    |    |    |    |    |    |    |    |    |    |    |    |    |    |    |    |    |    |       |
| Ogólnie          | –  | 1  | –  | 1  | –  | 1  | 1  | –  | –  | –  | –  | –  | –  | –  | –  | –  | –  | –  | –  | –  | –  | –  | –  | –  | –  | –  | –  | 4     |

## Klasyfikacja medalowa
| Miejsce | Państwo              |   |   |   | Razem |
| ------- | -------------------- | - | - | - | ----- |
| 1.      | Stany Zjednoczone    | 2 | 0 | 0 | 2     |
| 2.      | Francja              | 1 | 2 | 0 | 3     |
| 3.      | Australazja          | 1 | 0 | 0 | 1     |
| 4.      | Wielka Brytania      | 0 | 2 | 0 | 2     |
| 5.      | Cesarstwo Niemieckie | 0 | 1 | 0 | 1     |
| 6.      | Rumunia              | 0 | 0 | 1 | 1     |
| Razem   | Razem                | 4 | 5 | 1 | 10    |